# İpek Amber
İpek Amber (Nicosia, 2 augustus 1983) is een Cypriotische zangeres en muzikante.

## Biografie
Amber begon op vijftienjarige leeftijd met haar muzieklessen. Ze startte haar muziekopleiding aan de Doğu Akdeniz Üniversitesi in Gazimağusa in 2000. Ze kreeg ook pianolessen van de Azerbeidzjaanse leraar Faiq Sücəddinov.
In 2014 won ze de een tv-wedstrijd van Kıbrıs Genç TV. Hierdoor mocht ze Noord-Cyprus gaan vertegenwoordigen op het Türkvizyonsongfestival 2014. Uiteindelijk moest Noord-Cyprus zich terugtrekken van het festival aangezien Amber met haar Noord-Cypriotische paspoort gastland Tatarije -en dus ook Rusland- niet binnenkwam omdat Rusland Noord-Cyprus niet erkend als een onafhankelijk land.
In september 2014 werd ze opnieuw uitgekozen om Noord-Cyprus te vertegenwoordigen op het Türkvizyonsongfestival 2015. Ze eindigde uiteindelijk op een negende plaats. Tot op heden de beste Noord-Cypriotische prestatie op het festival.
2013: Gommalar · 
2015: İpek Amber · 
2020: Çağıl